# Роберт Гарді
Тімоті Сідні Роберт Гарді (англ. Robert Hardy, 29 жовтня 1925, Челтнем — 3 серпня 2017, Лондон) — англійський актор, який зіграв багато ролей у театрі, кіно та на телебаченні, зокрема серії фільмів про Гаррі Поттера, нагороджений Орденом Британської імперії.

## Раннє життя
Роберт Гарді народився в Челтнемі в 1925 році. Його батьками були Джослін (уроджена Дагдейл) і Генрі Гаррісон Гарді — директор коледжу Челтнем. Роберт Гарді навчався в школі Рагбі та коледжі Магдалини в Оксфорді, де його навчання було перервано службою в королівських ВПС. Після армії він повернувся і здобув ступінь бакалавра (з відзнакою) з англійської мови. На Бі-Бі-Сі Радіо 4 в передачі «Диски пустельного острова» він описав отриманий ступінь як «потертий», хоча він цінує час, проведений разом з Клайвом Льюїсом та Джоном Толкіном.

## Кар'єра
Роберт Гарді почав свою кар'єру як класичний актор. У 1959 році він зіграв Сициніна разом з Лоуренсом Олів'є в «Коріолан» у Стретфорді-на-Ейвоні режисера Пітера Голла. Також тоді він грав в театрі та на телебаченні в «Епосі королів» (1960), Шекспірівському «Генріху V», а згодом зіграв Коріолана у «Поширенні Орла» (Бі-Бі-Сі, 1963) і сера Тобі Белча для Бі-Бі-Сі у телевізійній постановці Шекспіра Дванадцята ніч, або Як собі хочете в 1980 році.
Протягом багатьох років, Р. Гарді зіграв багато різних ролей на телебаченні та в кіно. Першою постійною роллю в серіалі став бізнесмен Алек Стюарт у знаменитій драмі про нафтову компанію  «Засоби усунення неполадок» (The Troubleshooters) на Бі-Бі-Сі, в якій він грав з 1966 по 1970 рік. Р. Гарді отримав подальше визнання у 1969 році за роль психічно-неврівноваженого сержанта абверу Граца у військовій драмі «Полювання» на каналі London Weekend Television (LWT). У 1975 році, Р. Гарді зіграв принца-консорта Альберта в 13-годинному серіалі «Едуард Сьомий».
Він також грав запального старшого ветлікаря Зігфріда Фарнона в телесеріалі «Всі істоти великі і малі» (All Creatures Great and Small) у 1978—1990 роках, екранізації Джеймса Герріота по напівавтобіографічній книзі.
Р. Гарді також знімався у 1986—1988 роках на ІТВ у комедійному серіалі «Розпечений метал», в якому він зіграв дві ролі: власника газети Твіггі Ретбоуна (який мав велику схожість з Рупертом Мердоком) і його редактора Рассела Спама. У 1993 році Р. Гарді з'явився в епізоді «Інспектор Морс» в якому зіграв Ендрю Байдона в «Сутінках богів». У 2002 році він зіграв роль пихатого й дивакуватого професора Недді Велша у фільмі Щасливчик Джим, знятого за романом Кінгслі Еміса.
Р. Гарді також грав неодноразово Вінстона Черчилля і Франкліна Делано Рузвельта. Так, за роль В. Черчилля у фільмі «Вінстон Черчилль: пусті роки» (1981), а також у фільмі Загадка Сіттафорда він отримав премію BAFTA. 20 серпня 2010 року він зачитав відому промову В. Черчилля 1940 року з нагоди її 70-річчя. Також Р. Гарді зіграв Ф. Рузвельта у серіалі про військово-повітряні сили «Берті та Елізабет», а також у французькому мінісеріалі «Ле Гранд Шарль» про життя Шарля де Голля.
Він також зіграв Роберта Дадлі, графа Лестера, у фільмі Елізабет і принца Альберта в Едварді Сьомому. Він також зіграв роль сера Джона Міддлтона в 1995 році в екранізації «Розум і почуття».
У фільмах на великому екрані він зіграв професора Кремпе у «Франкенштейні» Мері Шеллі і міністра магії Корнеліуса Фаджа у фільмах про Гаррі Поттера.
Його голос звучав при озвученні Робін Гуда у «Казці блешні для дітей» у 1960-х роках. Вважається одним з найкращих озвучень Робін Гуда. Також він озвучував Д'Артаньяна в «Трьох Мушкетерах» і Фредеріка Шопена в «Історії Шопена».

## Нагороди
Р. Гарді отримав Орден Британської імперії (CBE) в 1981 на свій день народження.

## Особисте життя
Вперше Р. Гарді одружився у 1952 році з Елізабет Фокс — донькою сера Лайонела Фокса. У них народився син Пол. Однак, цей шлюб розпався в 1956 році.
У 1961 році він одружився з Саллі Пірсон — донькою баронета сера Невіла Пірсона і леді Гледіс Купер, сестрою Джона Р. Бакмастера (по матері), сестрою (по матері) дружини Роберта Морлі. У цьому шлюбі, який розпався достроково — в 1986 році, народилося дві доньки:
- Джастін Гарді — журналістка, активістка і психотерапевтка, яка заснувала програму охорони психічного здоров’я Healing Kashmir.[17][18]
- Емма — фотограф, є матір'ю трьох дітей.[джерело?]

Він був близьким другом актора Річарда Бертона, з яким він познайомився в Оксфорді. Він поділився деякими спогадами про їхню дружбу у воєнний час і прочитав уривки спогадів Бертона на літературному фестивалі Челтнемі у 2012 році.
Під час гри у фільмі Генріх V, у Р. Гарді з'явився інтерес до середньовічної війни, і в 1963 році він написав і представив відомий телевізійний документальний фільм на тему Битва під Азенкуром. Він також написав дві книги з тематики стрільби з лука «Стрільба з лука: соціальна та військова історія», а також «Великий Варбов; від Гастінгса до Мері Роуз» з Меттью Стріклендом. Крім того, він був одним з експертів, з якими консультувалися археологи, що підіймали з-під води  Мері Роуз. Він був майстром Worshipful Company of Bowyers у Лондоні з 1988 по 1990 рік. У 1996 році його обрано людиною року товариством Антикварів.
У лютому 2013 року Р. Гарді пережив перелом ребер в результаті падіння.
Р. Гарді помер 3 серпня 2017 року на 92-му році життя у Денвілл Холлі — будинку для акторів на пенсії.

## ТБ і фільмографія

### Фільми
- Torpedo Run (1958) …. Lt. Redley
- The Spy Who Came in from the Cold (1965) …. Dick Carlton
- Берсерк! (1967) …. Supt. Brooks
- How I Won the War (1967) …. British General
- Psychomania (1971) …. Chief Inspector Hesseltine
- 10 Rillington Place (1971) …. Malcolm Morris
- Молодий Вінстон (1972) …. Директор школи
- Demons of the Mind (1972) …. Zorn
- Gawain and the Green Knight (1973) …. Sir Bertilak
- Yellow Dog (1973) …. Alexander
- Темні місця (1973) …. Едвард Фостер / Ендрю Марр
- Ляпас (1973) …. Роберт Дікінсон
- The Gathering Storm (1974) …. Joachim von Ribbentrop
- The Zany Adventures of Robin Hood (1984) …. King Richard
- The Shooting Party (1985) …. Lord Bob Lilburn
- Нортенґерське абатство (1987) …. Генерал Тілні
- Paris by Night (1988) …. Adam Gillvray
- Франкенштейн Мері Шеллі (1994) …. Професор Кремпе
- Опівнічний бенкет (1995) …. директор
- Розум і почуття (1995) …. Сер Джон Мідлтон
- Gulliver's Travels (1996) …. Dr. Parnell
- Mrs. Dalloway (1997) …. Sir William Bradshaw
- The Tichborne Claimant (1998) …. Lord Rivers
- Сибірський цирульник (1998) …. Форстен
- An Ideal Husband (1998) …. Lord Caversham
- Десяте королівство (2000) …. Канцлер Грісволд
- Місто проклятих (2002) …. єпископ
- Thunderpants (2002) …. Doctor
- Гаррі Поттер і таємна кімната (2002) …. Корнеліус Фадж
- Гаррі Поттер і в'язень Азкабану (2004) …. Корнеліус Фадж
- Гаррі Поттер і келих вогню (2005) …. Корнеліус Фадж
- Lassie (2005) …. Judge Murray
- Гаррі Поттер і Орден Фенікса  (2007) …. Корнеліус Фадж
- Margaret (2009) …. Willie Whitelaw
- Old Harry (Short) (2009) …. Old Harry
- Churchill: 100 Days That Saved Britain (2015) …. Winston Churchill
- Joseph's Reel (short) (2015) …. Old Joseph
- Snapshot Wedding (2017 pre-production) …. Donald

### Телевізійні серіали
- An Age of Kings (1960)
- The Spread of the Eagle (1963) …. Coriolanus
- The Troubleshooters (1966-70)
- The Baron (1966), episode «A Memory of Evil»
- The Saint (1968), season 6, episode 4, «The Desperate Diplomat»
- Manhunt (1969) …. Abwehr Sgt Graz
- Elizabeth R (1971) …. Robert Dudley
- Edward the Seventh (1975) …. Albert, Prince Consort
- Upstairs, Downstairs (1975), season 5, episode 8, «Such A Lovely Man»
- The Duchess of Duke Street (1976) Episode: «A Lady of Virtue»
- All Creatures Great and Small (1978—1980 and 1988—1990; entire series) …. Siegfried Farnon
- Дванадцята ніч, або Як собі хочете (1980)
- The Case-Book of Sherlock Holmes, episode «The Master Blackmailer» (1991) …. Charles Milverton
- Jenny's War (1985) …. Klein
- Hot Metal (1986-88) …. Terence «Twiggy» Rathbone
- War and Remembrance (1988) …. Winston Churchill
- Middlemarch (1994) …. Mr. Brooke
- Inspector Morse, episode «Twilight of the Gods»
- Midsomer Murders, 2 сезон, 3 епізод «Одинадцять мерців» (1999) …. Роберт Кавендіш
- Загублений світ (2001) …. Професор Іллінгворт
- Війна Фойла, 1 сезон, 1 епізод «Німкеня» (2002) …. Генрі Бомонт
- Spooks (2003), second series, episode 4, «Blood and Money» …. Bank of England supreme manager
- Making Waves (2004)
- Міс Марпл Агати Крісті, 2 сезон, 4 епізод «Загадка Сіттафорда» (2006) …. Вінстон Черчилль
- Крихітка Дорріт (2008) …. Тіт Поліп (старший)
- Lewis, series 4, episode «Dark Matter» (2010)